# Alhama de Granada
Alhama de Granada – miasto w południowej Hiszpanii w prowincji Grenada, w górach na północny zachód od Grenady.
Niegdyś ważna twierdza mauretańska, w której znajdował się skarbiec władców Grenady.
Nazwa pochodzi od arabskiego al-hammam, miejscowość znana jest ze znajdujących się tam licznych kąpielisk i hammamów. Typowe dla krajobrazu Alhamy są gaje oliwne.
Położone jest w zachodniej części regionu Alhama, u podnóża parku przyrody Sierras de Tejeda, Almijara i Alhama, co daje mu lato z łagodnymi temperaturami i mroźnymi zimami.

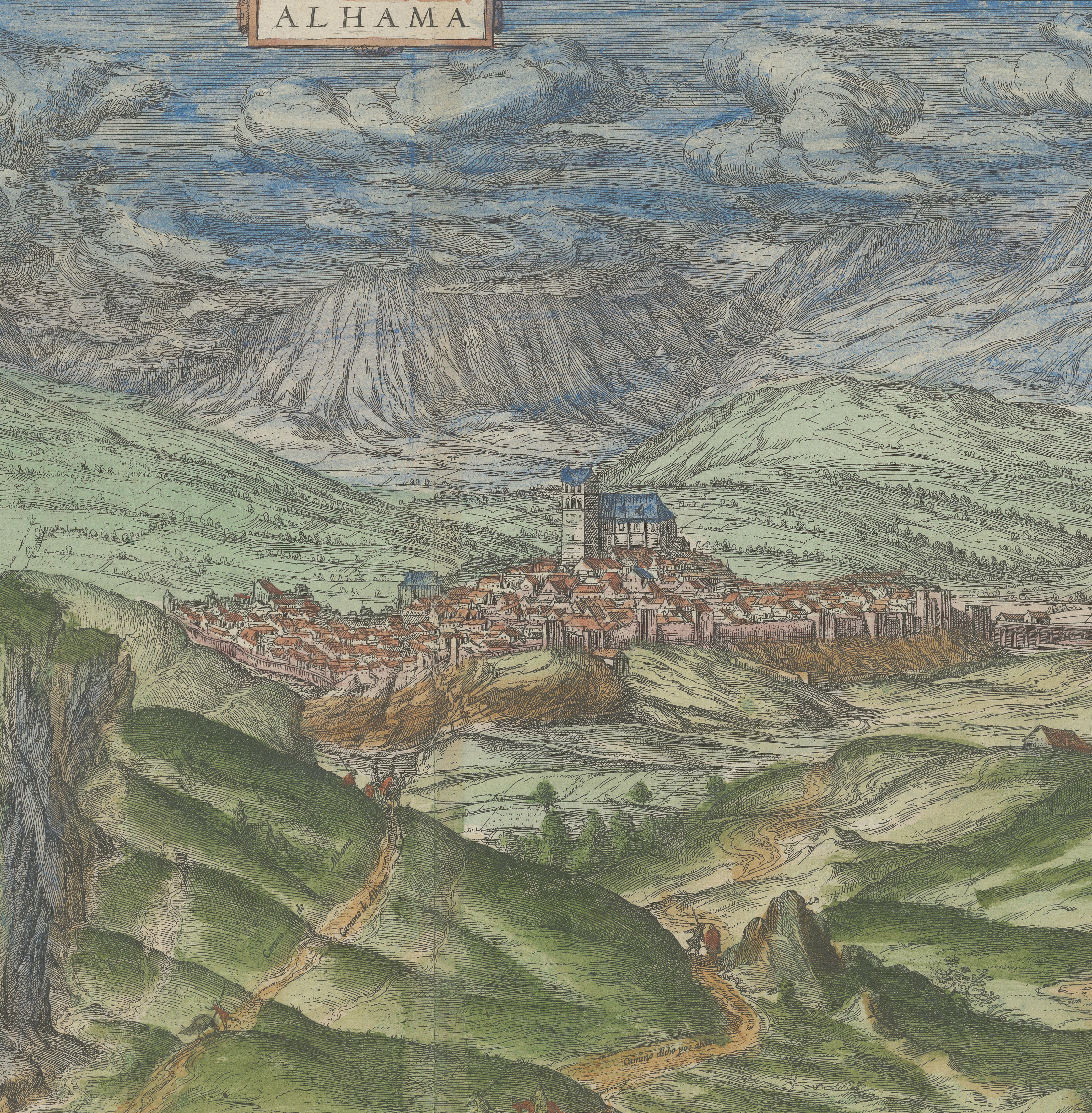
Alhama de Granada 1575
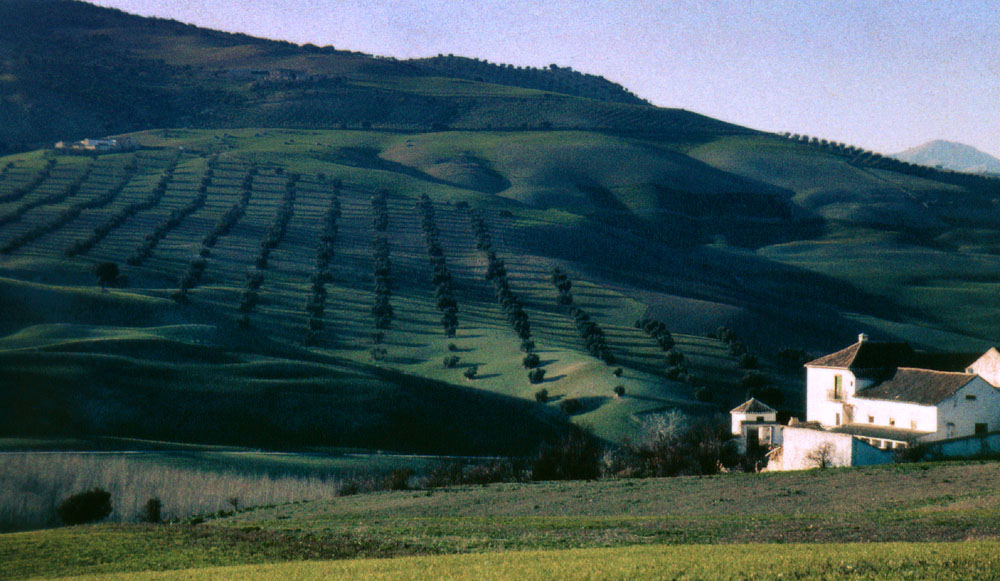
Uprawa oliwek w Alhamie
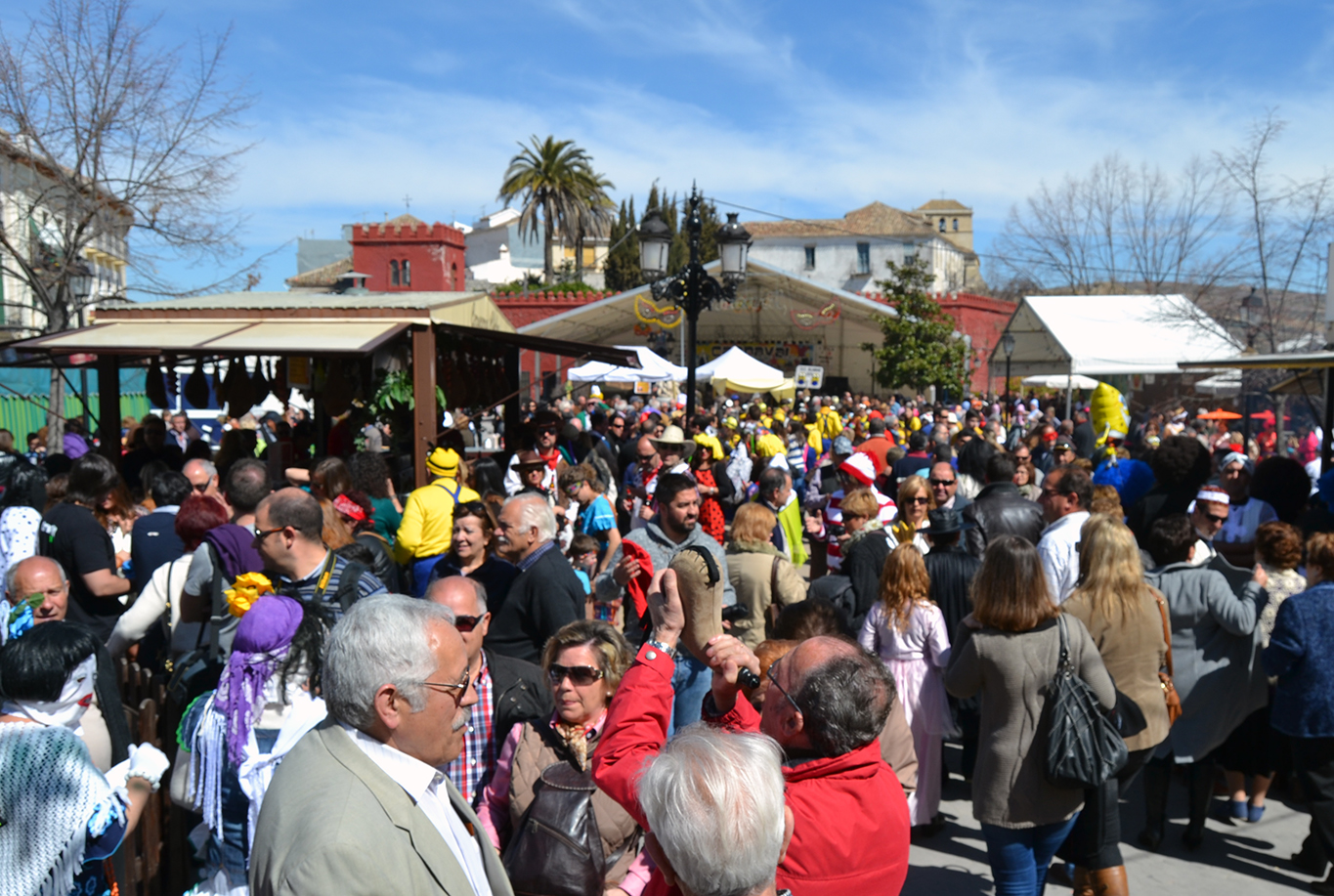
Karnawał 2014